# غلاتفيلدن
غلاتفيلدن (بالألمانية: Glattfelden) هي إحدى بلديات مقاطعة بولاخ في كانتون زيورخ في سويسرا. تبلغ مساحتها 12.35 كيلومتر مربع، ويقدر عدد سكانها بـ 5190 نسمة (حسب تعداد ديسمبر 2017).